# Književnost u 1922.
◄◄ | ◄ | 1919. | 1920. | 1921. | 1922.  | 1923. | 1924. | 1925. | ► | ►►
Arhitektura • Astronomija • Biologija • Film • Fotografija • Glazba • Kazalište • Kemija • Kiparstvo • Knjige • Književnost • Kršćanstvo • Meteorologija • Medicina • Planinarstvo • Politika • Pravo • Promet • Slikarstvo • Strip • Šport • Televizija • Znanost • Zrakoplovstvo • Željeznički promet
Književnost u 1922.

## Svijet

### Književna djela
- Siddhartha Hermanna Hessea
- Uliks Jamesa Joycea

### Nagrade i priznanja
- Nobelova nagrada za književnost:

### Smrti
- 18. studenog – Marcel Proust, francuski romanopisac (* 1871.)

## Hrvatska i u Hrvata

### Književna djela
- Hrvatski bog Mars Miroslava Krleže

## Vanjske poveznice
|  | Zajednički poslužitelj ima još gradiva o temi Književnost u 1922. |